# Dreizehn bei Tisch
Dreizehn bei Tisch ist der 13. Kriminalroman von Agatha Christie. Er erschien im Vereinigten Königreich im September 1933 im Collins Crime Club unter dem Titel Lord Edgware Dies und in den USA später im selben Jahr bei Dodd, Mead and Company unter dem Titel Thirteen at Dinner. Die deutsche Erstausgabe wurde 1934 im Goldmann Verlag Leipzig mit der  Übersetzung von Dr. Otto Albrecht van Bebber veröffentlicht. 2015 wurde das Werk von Giovanni und Ditte Bandini neu ins Deutsche übertragen und im Hamburger Atlantik-Verlag veröffentlicht.
Es ermitteln Hercule Poirot, Arthur Hastings und Chief Inspektor Japp.

## Handlung
Der berühmte Detektiv Hercule Poirot erhält von der Schauspielerin Jane Wilkinson (Lady Edgware) den Auftrag, ihren Gatten, den 4. Lord Edgware, zu überreden, der Scheidung von ihr zuzustimmen: Sie ist entschlossen, den noch wohlhabenderen Duke of Merton, einen jungen und reichen Adeligen, zu heiraten. Als Poirot Lord Edgware aufsucht, erklärt der überraschte Ehemann, er habe seine Frau bereits schriftlich benachrichtigt, dass er der Scheidung zustimme. Lady Edgware behauptet, als Poirot und sein Freund Hastings dies berichten, den Brief nie erhalten zu haben.
Am selben Abend wird Lord Edgware in seinem Arbeitszimmer mit einem Messer erstochen. Chiefinspektor Japp verdächtigt Jane Wilkinson, da Edgwares Butler am späten Abend eine Dame eingelassen hat, die sich als Lady Edgware ausgab. Doch wie Poirot beweisen kann, befand sich diese zu dieser Zeit bei einer Abendgesellschaft.
Seinem Instinkt nach möchte Poirot am selben Morgen die ihm bekannte amerikanische Schauspielerin Carlotta Adams besuchen, die u. a. auch Jane Wilkinson in ihrem Bühnenprogramm erfolgreich imitiert. Er vermutet, Adams könnte aufgrund ihrer Beziehung zu einem Erben Edgwares vor dem Mord in die Rolle und Maske der Lady geschlüpft sein, um diese als Täterin zu belasten. Doch bei seiner Ankunft wird Poirot berichtet, Adams sei in der Nacht an einer Überdosis Veronal verstorben. Um mehr über Adams zu erfahren, bittet Poirot die junge Schwester der Verstorbenen um Informationen, worauf diese ihm den letzten Brief ihrer Schwester zuschickt. In diesem Brief erwähnt Adams, eine Person biete ihr für eine Wette eine hohe Summe. Ferner wird angenommen, es handele sich dabei um einen Mann, da Adams von „er“ (englisch: he) spricht, doch Poirot vermutet, dass es sich auch um eine „sie“ (englisch: she) handeln könne, weil vor dem „er“ ein Stück des Blattes abgerissen wurde. Da dies in der deutschen Übersetzung so nicht möglich ist, wurde hier ein „J.“ (für „Jane“) entfernt.
Eine Zeit später behauptet ein Schauspieler, der ebenfalls beim Dinner zur Zeit des Mordes an Lord Edgware zugegen war, gegenüber Hastings, er habe Poirot etwas Wichtiges über den Mord zu sagen. Bei einem Telefonat mit Poirot wird er jedoch erstochen, ehe er Poirot davon berichten kann. 
Schließlich kann Poirot den Beteiligten auf spektakuläre Weise den Mörder Lord Edgwares, Carlotta Adams’ und des Schauspielers nennen. Die Mörderin ist Lady Edgware. Carlotta war zwar gegen Geld in deren Rolle geschlüpft, hatte allerdings nicht geahnt, dass sie für ein Mordkomplott missbraucht wurde. Das hatte ihr Todesurteil bedeutet. Lady Edgwares Motive waren Macht- und Geldgier im ersten Fall und Beseitigung von Zeugen in den folgenden Fällen. Der religiöse Duke of Merton hätte sie trotz Scheidung zu Lebzeiten ihres Ehemannes nie geheiratet. Der Roman endet mit einem Brief der Mörderin an Poirot aus der Todeszelle am Tag ihrer Hinrichtung: Als Christie das Buch schrieb, galt im Vereinigten Königreich noch die Todesstrafe.
Der deutsche und der amerikanische Titel beziehen sich auf das Alibi Jane Wilkinsons, da bei der Abendgesellschaft, zu der geladen war, Dreizehn bei Tisch saßen. Dies bezieht sich auf den Aberglauben, dass aus einer Tischgesellschaft von dreizehn Personen eine bald sterben werde. Dies ist eine kulturelle Referenz auf das „Letzte Abendmahl“, das mit dem Mordkomplott gegen Jesus durch Judas Iskariot als dreizehntem Teilnehmer endete, was als eine der Herleitungen für die Zahl Dreizehn als Unglückszahl im westlichen Kulturkreis gilt.

## Personen inDreizehn bei Tisch
- Hercule Poirot
- Captain Arthur Hastings
- Chief Inspector Japp
- Jane Wilkinson
- Lord Edgware
- Carlotta Adams
- Bryan Martin (in der deutschen Übersetzung Martin Bryan)
- Ellis
- Jenny Driver
- Geraldine Marsh
- Ronald Marsh
- Miss Carroll
- Alton
- Donald Ross
- Alice

## Kritiken
Das Times Literary Supplement vom 21. September 1933 bespricht das Buch positiv und kommentiert den Fakt, dass „Poirot die zufällige Bemerkung eines Fremden auf der Straße auf die richtige Spur bringt. Drei solche Morde sind indes genug, um die Fähigkeiten selbst des übermenschlichsten Detektivs zu strapazieren, und wir missgönnen ihm den glücklichen Zufall nicht.“
Isaac Anderson schließt seine Kritik in der Ausgabe vom 24. September 1933 der New York Times Book Review, indem er sagt: „Diese Geschichte präsentiert ein höchst raffiniertes Kriminalrätsel und eine noch raffiniertere Lösung, alles präsentiert mit dem vollendeten Geschick, über das Agatha Christie verfügt.“

## Beziehungen zu anderen Werken
In Kapitel 7 sagt Poirot, dass er schon einmal so einen Hinweis gefunden habe, aber dieser sei nicht vier Zentimeter, sondern vier Fuß lang gewesen. Dies ist vermutlich ein Hinweis auf Mord auf dem Golfplatz. In diesem Fall hatte Poirot eine Bleistange entdeckt, mit der dem Opfer das Gesicht entstellt werden sollte. Sie wird in dem Roman aber mit zwei Fuß Länge beschrieben, was dagegen spricht.
In Kapitel 25 erzählt Hastings Donald Ross, dass Poirot zu einer Verabredung in einem anderen Fall unterwegs ist, dem „seltsamen Verschwinden eines Paar Stiefel des Botschafters“. Als Poirot zurückkehrt, erzählt er Hastings, dass das ein Fall von Kokainschmuggel war und er die letzte Stunde in einem Schönheitssalon verbracht habe. Das klingt identisch mit der Geschichte Die Stiefel des Botschafters aus dem Jahr 1929 aus der Sammlung Die Büchse der Pandora mit Tommy und Tuppence Beresford. Nur, dass Poirot von einer rothaarigen Dame spricht, während das Mädchen aus der Kurzgeschichte blond, oder, wenn sie sich verkleidete, schwarzhaarig war. Hastings berichtet oft von der Vorliebe Poirots für rothaarige Frauen.

## Beziehungen zur realen Welt
Die Rolle der Carlotta Adams basiert auf der Person der amerikanischen Bühnenschauspielerin Ruth Draper (1884–1956). In ihrer Autobiografie schreibt Christie: „Ich dachte, wie clever sie war und wie gut ihre Darstellungen waren; auf wundervolle Weise konnte sie sich selbst verändern und von einer nörgelnden Hausfrau in ein in der Kathedrale betendes Bauernmädchen verwandeln. Mein Nachdenken darüber brachte mich auf die Idee für das Buch Lord Edgware Dies.“

## Verfilmungen

### Lord Edgware Dies (1934)
Die erste Verfilmung des Romans stammt aus dem Jahr 1934. Es entstand ein achtzigminütiger Film mit Austin Trevor in der Rolle des Poirot. Es war seine dritte Darstellung des Detektives nach Alibi und Black Coffee, beide aus dem Jahr 1931.

### Mord à la Carte (1985)
Originaltitel Thirteen at Dinner (1985)
1985 wurde der Roman für einen Fernsehfilm mit Peter Ustinov in der Rolle des Hercule Poirot adaptiert. Es ist einer von sechs Filmen, in denen Ustinov diese Rolle spielt. Die Produktion unter dem amerikanischen Titel erhielt den deutschen Titel Mord à la Carte. Faye Dunaway spielt die Doppelrolle von Jane Wilkinson und Carlotta Adams. Die Geschichte wurde aus den 1930er-Jahren in die 1980er-Jahre verlegt. Die Rolle von Inspector Japp wird von David Suchet gespielt, der danach die Rolle von Hercule Poirot in über sechzig Folgen der Fernsehserie Agatha Christie’s Poirot übernahm.

### Agatha Christie’s Poirot
2000 wurde das Buch für eine Spezialfolge der Fernsehserie Agatha Christie’s Poirot adaptiert und am 19. Februar 2000 ausgestrahlt. Es gehört zur 7. Staffel und deren 2. Episode.

### Kleine Morde
Messer am Hals, der elfte Teil (2012) der französischen Fernsehserie Kleine Morde, ist auch eine Adaption von "Dreizehn bei Tisch". Die Kriminalfälle sind für die Serie in das Frankreich der 30er Jahre versetzt worden – darüber hinaus sind die handelnden Personen ausgetauscht worden. So ermittelt auch nicht Hercule Poirot, sondern der Superintendent Larosière gemeinsam mit dem jungen Inspektor Lampion.

## Wichtige Ausgaben
- 1933, Erstausgabe im Vereinigten Königreich, Collins Crime Club (London)
- 1933, Erstausgabe in den Vereinigten Staaten, Dodd Mead and Company (New York)
- 1934, Deutsche Erstausgabe, übersetzt von Dr. Otto Albrecht van Bebber, Goldmann Verlag (Leipzig)[4]
- 2015, Neuübersetzung von Giovanni Bandini, Atlantikverlag (Hamburg)

Der Roman erschien zuerst als Fortsetzungsroman im American Magazine in sechs Folgen von März (Band CXV, Nummer 3) bis August 1933 (Band CXVI, Nummer 2) als 13 for Dinner mit Illustrationen von Weldon Trench.

## Widmung
Die Widmung des Buches lautet:
„To Dr. and Mrs. Campbell Thompson“
Reginald Campbell Thompson (21. August 1876 – 23. Mai 1941), verheiratet mit Barbara, war ein bedeutender Britischer Archäologe und der zweite Leiter einer Expedition, der Christies Ehemann Max Mallowan beschäftigte. Das Angebot bekam Mallowan 1930, als dessen damaliger Arbeitgeber Leonard Woolley sich als sehr schwierig erwies, als der frisch verheiratete Mallowan Agatha bei den Ausgrabungen empfangen wollte. Aber die eigentliche Opposition kam von Leonards Frau, Katharine (siehe auch die Widmung in Der Dienstagabend-Klub).
Thompsons Ausgrabung war in Ninive und Max schloss sich dem Team im September 1931 an, gefolgt von Agatha einen Monat später. Die Einladung wurde erst ausgesprochen, nachdem die Mallowans die Thompsons für ein Wochenende auf dem Land in der Nähe von Oxford besucht hatten. Gemeinsam hatte man eine Wanderung unternommen; am „feuchtesten Tag, der nur möglich ist über rauhes Gelände“, gefolgt von einem weiteren Test, ob Max und Agatha pingelige Esser seien. Das sollte sicherstellen, dass die beiden eine Saison in der Wildnis des Iraks gut überstehen könnten. Nach der Wanderung durch das Dartmoor hatten sie einen gesunden Appetit und bestanden die Tests. Die Beziehung zwischen den Mallowans und den Thompsons war sehr viel mehr entspannter als zu den Woolleys.

## Hörbuch
- 2005 Dreizehn bei Tisch (3 CDs): mit der original Miss-Marple-Filmmelodie. Gelesen von Ben Hecker. Regie: Sven Stricker. Aus dem Englischen von Tanja Handels. Autorisierte Lesefassung Der Hörverlag München[12]